# キング・コング (2005年の映画)
『キング・コング』（King Kong）は、2005年のアメリカ映画であり、ラブロマンスとホラーの要素の入ったアクションアドベンチャー映画である。
1933年の映画『キング・コング』の2度目のリメイクであり、同作を見て映画製作を志したというピーター・ジャクソンの悲願の企画であった。本作の邦題は、1作目と同じく（そして2作目と異なり）「・（中黒）」が入る。
序盤から中盤にかけては「アクションアドベンチャー映画」でありながら、時に「怪獣映画」「ホラー映画」「パニック映画」にもなり、さらにはキングコングを主人公として見た場合にはヒロインを守るために戦う「スーパーヒーロー映画」となり、ヒロインとのラブロマンスのシーンもあるなど、様々な要素が混在しながら成立している稀有な作品となっている。
2005年のアカデミー賞においてアカデミー視覚効果賞、アカデミー音響編集賞、アカデミー録音賞の3部門で受賞した。
また、劇場公開版に未公開シーン約13分を追加した『エクステンデッド・エディション（EE）』をDVDで発表している。

## ストーリー
1933年、世界恐慌下のニューヨーク。映画監督のカール・デナムは度重なる予算超過やスケジュール遅延に愛想を尽かされ、スポンサーたちから出資の打ち切りと製作途中のフィルムを没収されそうになってしまう。危険を察知したデナムはフィルムを持って逃亡し、映画を完成させるためキャスト・スタッフを引き連れて海外撮影に出発しようとするが、助手のプレストンから主演女優が降板したことを知らされる。デナムは出発の準備を進めるようにプレストンに指示し、自分は代役の女優探しを始める。同じころ、ヴォードヴィル劇場で活動する女優アン・ダロウは興行主が夜逃げしたことで仕事を失ってしまう、新たな職探しに困っていたアンはデナムと出会い、彼に誘われ映画に出演することになる。デナムはアンを連れて港にいるプレストンたちと合流し、脚本家のジャック・ドリスコルを言い包めて密輸船ベンチャー号に乗せ、海外撮影に出発する。デナムは撮影地はシンガポールと説明していたが、本当の行き先は地図に載っていない謎の島「髑髏島」だと判明し、船員たちに警告される。さらにスポンサーたちが手を回したことでデナムに逮捕状が出されたため、船長のエングルホーンは航海を中止し、ラングーンでデナムを警察に引き渡すことを決定する。しかし、ベンチャー号は霧の中で方向を見失い、髑髏島に到着する。
座礁したベンチャー号の修理を行う船員たちを尻目にデナムは撮影チームを引き連れて髑髏島に上陸するが、そこで先住民に襲われ、録音技師のマイクが殺される。エングルホーンたちに救出されたデナムたちは修理を終えたベンチャー号に戻り髑髏島から離れようとするが、船に侵入した先住民にアンを連れ去られてしまう。アンの不在に気付いたジャックはエングルホーンたちと共に彼女を救出しようとするが、アンは先住民が崇める巨大猿キングコングの生贄として差し出され、ジャングルに連れ去られてしまう。ジャックは一等航海士ヘイズと共にジャングルに向かい、デナムもコングを撮影するため撮影チームを連れてジャングルに向かう。しかし、捜索チームは髑髏島に生き残っていた恐竜たちに遭遇して多くの犠牲者を出してしまい、恐れをなした主演俳優のブルース・バクスターたち数名が捜索を中止して引き返してしまう。一方、連れ去られたアンはコングを拒絶していたものの、やがてコングはアンの立ち振る舞いに強い興味と理解を示し始め、アンもまたコングの内なる優しさに心惹かれていく。ジャックやヘイズたちはアンの捜索を続けるが、ヘイズはコングに殺される。ジャックたちもコングによって谷底に落とされ、そこで巨大昆虫に襲われ追い詰められるが、駆け付けたエングルホーンやバクスターたちに救出される。捜索チームがベンチャー号に戻る中、ジャックは一人でアンを探しに向かい、コングの襲撃でカメラを破壊されたデナムはエングルホーンを言い包めてコングの捕獲を計画する。コングの住処でアンを発見したジャックはベンチャー号に向かうが、追いかけてきたコングがエングルホーンたちに捕獲される。捕獲から逃れたコングはアンを取り戻すため船員たちに襲い掛かるが、デナムの投げつけたクロロホルムによって意識を失ってしまう。
ニューヨークに戻ったデナムは、ブロードウェイ劇場でコングを見世物とした舞台を開催するが、アンは舞台への出演を拒否する。舞台は大勢の観客が集まるが、アンの不在とカメラのフラッシュに興奮したコングが暴れ出し、会場はパニックとなる。劇場を出たコングはアンを探して街中を暴れ回り、ジャックの誘導でアンと再会する。そこにコング駆除のためアメリカ軍が攻撃を開始したため、コングはアンを守るためにエンパイア・ステート・ビルディングに登り、ジャックもエンパイア・ステート・ビルディングに向かう。コングは6機の飛行機を相手に戦い3機を撃墜するが機銃掃射を受けて重傷を負い、地上に落ちて転落死する。最上階に辿り着いたジャックがアンを慰める中、転落死したコングの周囲には群衆が押し寄せてくる。記者が「飛行機のお陰だ」と語る中、デナムは「飛行機じゃない、美女が野獣を殺した」と呟き、その場を立ち去る。

## 登場人物
アン・ダロウ
演 - ナオミ・ワッツ、日本語吹替 - 安藤麻吹
舞台女優。ニューヨークのヴォードヴィル劇場で喜劇に出演していたが、雇い主が逃亡し失職。オリジナル版と同様にリンゴを万引きしようとしたところをカールにスカウトされ、当初は乗り気ではなかったものの、脚本家のジャックに憧れて出演を承諾する。髑髏島では先住民によってコングへ捧げられ、コングにさらわれる。
オリジナル版と大まかな設定は変わらないが、芯の強い女性として描かれており、コングに強気で接したり、手話を教える描写がある。またストーリーが進むにつれ、コングに対して愛情を抱くようになる。
カール・デナム
演 - ジャック・ブラック、日本語吹替 - 後藤敦、高木渉（予告編のみ）
映画監督。失敗作が続いており、どこからか手に入れた髑髏島の地図を使い、未開の地を撮影することで一発逆転を狙う。髑髏島の撮影中にカメラが壊されたことで、映画撮影からコングの捕獲へと関心がシフトしていく。
オリジナル版では設定や性格描写が希薄だったが、本作では映画の撮影への野心やコング捕獲に至るまでの心理が描かれる。
ジャック・ドリスコル
演 - エイドリアン・ブロディ、日本語吹替 - 宮本充
脚本家。デナムから映画の脚本を書くように打診され、当初は適当に切り上げて帰る予定だったが、デナムの計略により撮影にまで同行することとなる。
アンとは航行中に恋仲となり、アン救出時は率先して救助に向かおうとする。
オリジナル版とは設定が大きく異なり、職業は一等航海士から脚本家へ、性格はキザな二枚目から純粋な良識者へと変更された。
恋敵となるコングとの直接的な対決シーンや、オリジナルでジャックを演じたブルース・キャボットに毒づくシーンが存在する。
プレストン
演 - コリン・ハンクス、日本語吹替 - 坪井智浩
カールの助手。業界人としての日が浅く、気弱なところがある。髑髏島上陸後、数多くの犠牲に接するうち、次第にカールに不信感を抱くようになる。
エングルホーン船長
演 - トーマス・クレッチマン、日本語吹替 - 宮内敦士
密輸船ベンチャー号の船長。裏ではアフリカで密猟された野生動物たちを動物園やサーカスに卸している。経験豊富で、危機的な状況に際して活躍する。
ジミー
演 - ジェイミー・ベル、日本語吹替 - 伊丸岡篤
ベンチャー号の船員を務める少年。幼い頃に船の中で発見され、それ以来ヘイズに育てられてきた。ヘイズを父のように慕っており、彼のような一流の航海士になることを夢見ている。『闇の奥』を愛読しているが私物ではなく、図書館からの長期借り出しで持ち歩いている。
ベン・ヘイズ
演 - エヴァン・パーク、日本語吹替 - 楠大典
ベンチャー号一等航海士。ジミーの育ての親でもある。良識人な指揮官的な役割でグループのまとめ役も努め、銃の無駄弾もそんなに撃たないなど軍隊経験者らしく頼もしい隊長として描かれてる。ジミーの将来を案じ、船から降りて真っ当な仕事に就くことを願っている。軍隊経験者でもある彼は隊長的役割も果たして、最も頼りになる存在といえる。コングに襲撃され死亡。その後、ヘイズの帽子はジミーが受け継ぐ。
ブルース・バクスター
演 - カイル・チャンドラー、日本語吹替 - 木下浩之
映画俳優。気障な二枚目で、スクリーンではタフガイぶりを披露するが実際は気が弱く、ベナートサウルスの襲撃の後アンを顧みずに真っ先に逃げた。だが戻ると直ぐにエングルホーンらを説得してジャックたちの救助に向かい、トンプソンを片手に谷底の虫たち相手に大立ち回りを演じた。
オリジナル版でジャック・ドリスコルを演じたブルース・キャボットをモデルにしたキャラクター。オリジナル版のジャックとアンをそのまま再現したシーンが存在する。
演じたチャンドラーは2021年公開の『ゴジラvsコング』にて、16年ぶりにコングとの再共演を果たした。
ランピー
演 - アンディ・サーキス、日本語吹替 - 後藤哲夫
ベンチャー号のコック。荒くれ者で迷信深く、デナムに髑髏島の噂話を語り警告する。コングによって谷へ落とされ、カルニクティスの餌食となる。
演じるアンディ・サーキスは、当初はコングのモーションキャプチャーのみを担当する予定だった。ランピー役に抜擢されたことで、役作りのために料理から牛の捌き方まで会得した。
チョイ
演 - ロボ・チャン、日本語吹替 - 佐藤晴男
ベンチャー号の船員でランピーの親友。上陸クルーの一員であり、コングの襲撃で死亡。
オリジナル版に登場した中国人船員チャーリーをそのまま再現したキャラクター。なおオリジナル版と小説版では上陸クルーから外され、最終的に生き残っている。
ハーブ
演 - ジョン・サマー、日本語吹替 - 楠見尚己
撮影技師。アラスカでデナムの映画を撮影中にアザラシに片足を喰われ、義足となっている。ベナートサウルスの襲撃時、カメラをカールに託したが、直後にベナートサウルスに引き摺り下ろされ食い殺された。
マイク
演 - クレイグ・ハル、日本語吹替 - 川本克彦
録音技師。当初アンからジャックと勘違いされる。ジャックからアンは彼が後ろから刺されているのも気づかないと嫌味を言われるが、結果的に先住民に後ろからヤリで襲われ、ジャックの皮肉が現実となる。
マーニー
演 - ジェイムズ・ホイットモア、日本語吹替 - 佐々木敏
アンとヴォードヴィルで舞台に立っていた喜劇俳優。失職して故郷へ帰る際、アンに映画業界への売り込みを打診する。

## コング及び髑髏島の生物たち

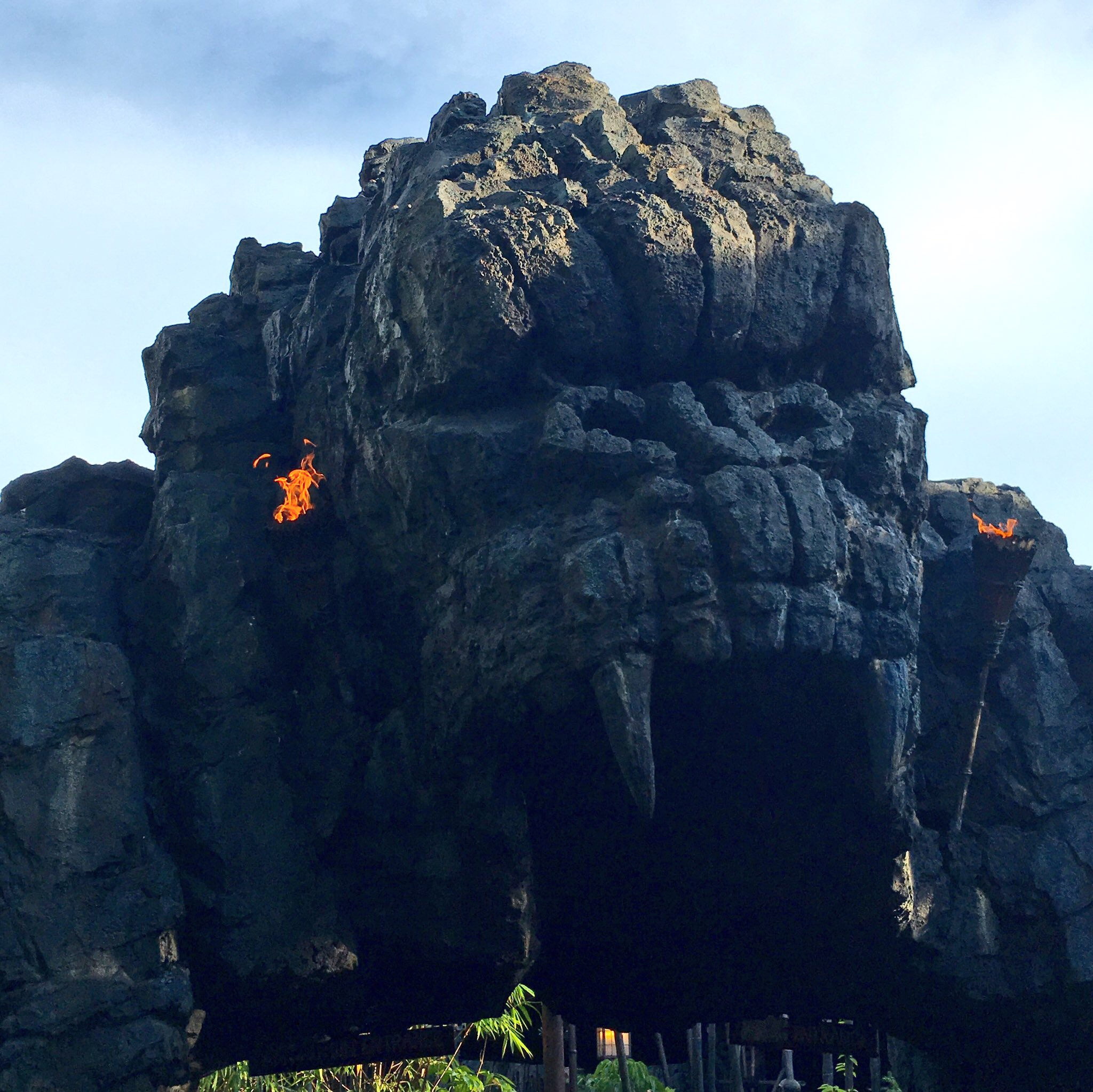
テーマパーク「スカル・アイランド」のコングを模したエントランス

キング・コング/Megaprimatus kong
演 - アンディ・サーキス
体長7.5m、体重3.6ｔのゴリラに似た巨大類人猿。年齢は100歳から150歳の間と推定されている。ギガントピテクスの進化系であり、髑髏島の最後の生き残り。
顔や身体には熾烈な戦いの跡がある。笹を食べるなど、現代のゴリラと似た食性が描かれている。
島民から生贄として贈られたアンを連れ去り、それまで贈られた生贄と同じく殺そうとしたが、次第にアンに心惹かれていく。
知能が高く手話を覚える描写もある。またアンが宥めるためにヴォードビルでやったダンスと道化を披露した際にはじゃれることもあった。
バスタトサウルス・レックス/Vastatosaurus rex
ティラノサウルスが独自進化を遂げた、髑髏島の生態系の頂点に立つ生物。劇中には女家長の雌、雄、息子の3頭が登場。高低差の激しい髑髏島の環境に適応した結果、柔軟性に富んだ骨格をしており立体的な行動も可能、また頭骨も祖先より頑強で、前足は3本指である。体表はワニのようなウロコで覆われている。群れでも狩りを行ない、3頭でアンとコングに襲いかかる。
ベナートサウルス/Venatosaurus saevidicus
ドロマエオサウルス類が進化した肉食恐竜で、ユタラプトル並みの体格を誇る。ブロントサウルスに群れで襲い掛かり、たまたまその場に居合わせた撮影クルーに甚大な被害を与える。
ピットブルのような顔つきは1996年版のコンセプトアートが基となっている。
テラプスモルダックス/Terapusmordax obscenus
髑髏島で飛翔生物に進化した齧歯類で、コウモリとハダカデバネズミを足して2で割ったような姿をしている。オリジナルのプテラノドンに当たるクリーチャーであり、群れでアン達を襲い、多くはコングに迎撃されながらも、アンとジャックをさらっていく。
プテラノドンだと群れで羽ばたくことが不可能と考えコウモリをモチーフに制作された。
ブロントサウルス/Brontosaurus baxteri
髑髏島に生息する竜脚類で、全長は最大で37mに達する。獰猛な肉食恐竜として描かれたオリジナルとは逆に、本作では本来の性質である温厚な巨大草食恐竜として描かれている。
外見は、尾こそ引きずっていないものの、旧復元をバランス型にしたような姿で描かれている。
フェルクタス/Ferrucutus cerastes
髑髏島に生息する角竜。頭部はパキリノサウルスに、体型はペンタケラトプスに酷似している。オリジナルのステゴサウルスに当たるクリーチャーであり、エクステンデット版ではクルーたちに襲いかかったが、ヘイズによって射殺された。
フィートドン/Foetodon ferreus
四足歩行するワニのような肉食爬虫類。劇中では2体登場し、鉢合わせしたアンに襲いかかり、1体が朽木の中に追い詰めるが、バスタトサウルスに捕食されてしまう。
ピラニアドン/Piranhadon
髑髏島の沼の主として君臨する巨大魚で、オリジナルのブロントサウルスに当たるクリーチャー。エクステンデット版では、ブルースたちと別れた後、筏で沼を渡るクルーたちに襲いかかった。
オムニマテルシメックス ハルペフォルセプス/Omnimatercimex harpeforceps
腐った樹木の中に棲んでいた巨大ムカデ。アンの身体を這い回り、彼女を嫌悪させる。
ウェタ・レックス/Weta-rex
谷底に生息する巨大カマドウマ。夥しい数の群れでジャックの身体を覆いつくすが、ジミーがトンプソン・サブマシンガンで狙撃して除去した。
なお、『Weta』とはニュージーランドに生息するカマドウマの一種であり、本作のクリーチャーデザインを担当したWeta Workshopの社名の由来でもある。
カルニクティス/Carnictis sordicus
谷底の泥沼に棲息するミミズのような生物。その実態はサナダムシのような寄生性の線虫が地熱で温められた泥の中で巨大化したものである。チョイの死体を捕食しようとしたことでランピーの怒りを買い、鉈で数匹が斬り殺されるが、群れでランピーの四肢と頭に食らい付いて殺害した。
SFドラマ『プライミーバル』の「オフィス街の霧」（2008年）に登場した先カンブリア時代のワームと類似するが、これは両作のコンセプトアートをダレン・ホーレイが担当しているため。
デカルノシメックス/Decarnocimex
谷底を徘徊する巨大なケラのような生物。鋭利な前脚でデナムに襲い掛かるが、激昂した彼が振り回したライフルで撲殺された。
デプレプター/Deplector
谷の亀裂の中に潜む陸蟹。巨大な鋏でクルーを亀裂の中に引きずり込んだ。
アラクノ・クラウ/Arachno-Claw
谷の壁面を徘徊するサソリモドキのような巨大節足動物。ジャックらを追い詰めるが、救援にやってきたブルースたちによる銃撃で次々に射殺された。
ブルトルニス/Brutornis
ディレクターズカット版に登場。大人しい雌の草食巨大鳥。驚いて林から飛び出し、ランピーに誤射された後、苦しむのを見かねたランピーに介錯として改めて射殺される。その死体は後にフィートドンの餌になった。

## 登場する兵器及び乗り物
カーチスF8C-5ヘルダイバー
1930年代当時のアメリカ海兵隊の主力戦闘機。複葉機。主に機銃によってコングに攻撃を行う。
制作段階では当時の資料が少なくプラモデルも販売していなかったが、ジャクソンの入念なリサーチでレプリカが制作された。
ベンチャー号
蒸気船。密猟のたちに設計された船で内部には動物収監のための檻と捕獲用のクロロホルムが装備されている。
フォードA型
1930年代当時ニューヨークを走っていた車。本編中メインの登場人物が乗車するのは全てA型。クライマックスではドリスコルがタクシーに乗り込みコングとバトルを行う。

## エクステンデッド版
2006年に劇場公開版にはなかった13分の未公開シーンを追加したキング・コング デラックス・エクステンデッド・エディションがDVD化され
未公開シーンにも吹替も追録された。2017年に発売されたキング・コング (4K ULTRA HD + Blu-rayセット)は劇場版とエクステンデット版が両方見れる仕様となったものの、なぜかDVD版で追録されていた未公開シーンの吹替が字幕に切り替わる仕様となっている。

## スタッフ
- 監督:ピーター・ジャクソン
- 制作:ピーター・ジャクソン、ジャン・ブレンキン、キャロリン・カニンガム、フラン・ウォルシュ
- 脚本:ピーター・ジャクソン、フラン・ウォルシュ、フィリッパ・ボウエン
- 撮影:アンドリュー・レスニー
- 編集:ジェイミー・セルカーク
- 美術：グラント・メイジャー
- 衣装:テリー・ライアン
- 音楽:ジェームズ・ニュートン・ハワード
- VFXスーパーバイザー：リチャード・テイラー
- VFX&CGI:WETAデジタル

## 製作

### 企画

#### 初期の企画

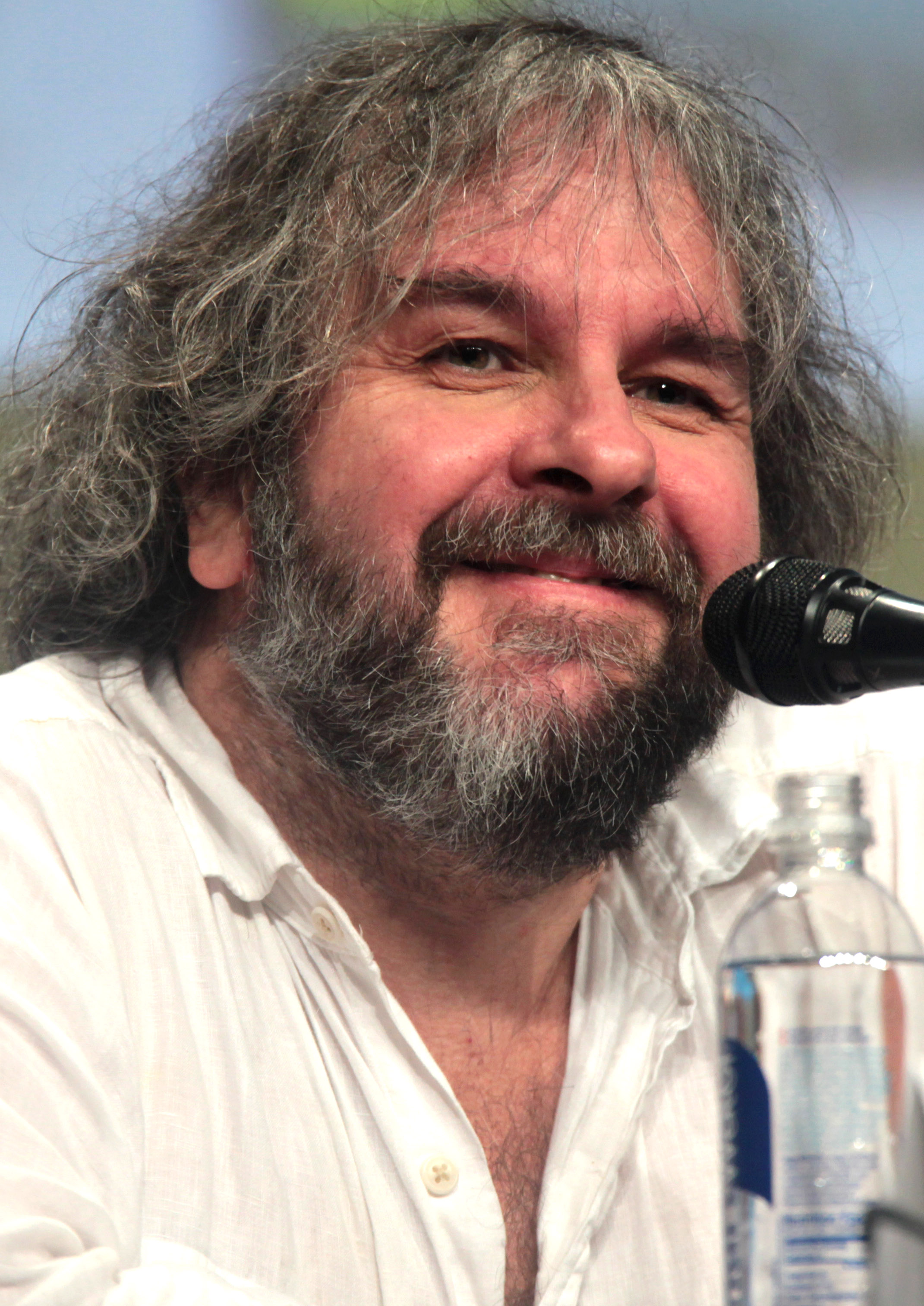
ピーター・ジャクソン

ピーター・ジャクソンは9歳の時に初めてオリジナル版『キング・コング』をテレビ放送で鑑賞し、キングコングがエンパイア・ステート・ビルディングから落下する姿を見て涙を流した。彼は12歳の時に両親のスーパー8mmフィルムを持ち出し、針金とゴムで作ったコング人形に母親の毛皮のコートを着せて映画を再現しようと試みたものの挫折している。ジャクソンにとって『キング・コング』はお気に入りの映画となり、彼が10代で映画製作者を志すきっかけとなった。彼は『キング・コング』に関連する書籍や『フェイマス・モンスターズ・オブ・フィルムランド』に掲載された記事を読み、記念品を集めていた。1992年に監督を務めた『ブレインデッド』では、『キング・コング』に敬意を表して作中に髑髏島を登場させている。
『さまよう魂たち』のデイリーズを見たユニバーサル・ピクチャーズはジャクソンの撮影技術と視覚効果技術に感銘を受け、ジャクソンの次回作への協力を申し出た。1995年末、ユニバーサルはジャクソンに『大アマゾンの半魚人』のリメイク企画の監督就任を打診した。ジャクソンは辞退したものの、彼が『キング・コング』に執心していることを知ったユニバーサルは、『キング・コング』の著作権が失効していたこともあり、新たに『キング・コング』のリメイク版の監督就任を打診した。この打診もジャクソンは辞退したが、「すぐに他の誰かがオファーを引き受けて、酷いリメイクをして『キング・コング』を台無しにするのではないかと不安に駆られた」ため、ユニバーサルのオファーを受け入れた。
同時期にジャクソンはハーヴェイ・ワインスタインのミラマックスと共に『ホビットの冒険』『指輪物語』の映画化権取得に動いており、一方で20世紀フォックスはジャクソンに『猿の惑星』のリメイク版の監督就任を打診していた。ジャクソンは20世紀フォックスからの打診を辞退し、また『指輪物語』の映画化権取得交渉が想定以上に時間がかかっていたことから『キング・コング』の製作に取り掛かった。しかし、ジャクソンの態度にワインスタインが激怒したため、ジャクソンは『キング・コング』の製作に関してユニバーサル、ミラマックス、ウィングナット・フィルムズが共同出資することを提案した。この結果、『キング・コング』のアメリカ配給はユニバーサル、海外配給はミラマックスが受け持つことになり、ジャクソンは最終編集権と総収益の一部、アーティスティック・コントロールの権利を所持し、ユニバーサルは撮影と視覚効果の製作をニュージーランドで行うことを許可した。1996年4月に契約が成立し、ジャクソンは妻フラン・ウォルシュと共同で脚本の執筆を始めた。初期案では、アン・ダロウは「スマトラ島の古代遺跡を調査する英国人考古学者リンウッド・ダロウ卿の娘」と設定されており、映画の撮影を巡りカール・デナムと対立し、秘匿されていたコング像や髑髏島の地図を発見することになっていた。また、ジャック・ドリスコルは一等航海士で、「第一次世界大戦で戦死した親友の喪失感に苦しむ元戦闘機パイロット」と設定されており、撮影技師のハーブは初期案から最終稿まで設定が変更されずに残った唯一のキャラクターとなった。また、コングと3頭のバスタトサウルス・レックスの戦いも初期案から存在していたが、初期案ではアンはバスタトサウルス・レックスに噛まれ、コングに救出された後に熱病にかかる予定だった。
ユニバーサルは脚本を承認し、ロバート・ゼメキスを製作総指揮に迎えてプリプロダクションが始まった。撮影は1997年中に開始され、1998年夏に公開が予定されていた。WETAデジタルとWETAワークショップはリチャード・テイラー、クリスチャン・リヴァースの主導で初期の視覚効果テストに取り掛かり、1933年のニューヨークのCGIでの製作作業を進めた。ジャクソンとウォルシュは第二稿の執筆を進め、同時に撮影セットの準備やスマトラ島、ニュージーランドでのロケハンを開始した。1996年末、ジャクソンは『タイタニック』の撮影地メキシコに向かいケイト・ウィンスレットとアン役の起用について交渉した。また、同時期にミニー・ドライヴァーとも出演交渉を行っていたという。ジャック役とデナム役の候補にはジョージ・クルーニーとロバート・デ・ニーロが検討されていた。1997年1月、ユニバーサルは『GODZILLA』『マイティ・ジョー』『PLANET OF THE APES/猿の惑星』などの怪獣映画、猿を題材にした映画の公開が控えていたことに懸念を示し、『キング・コング』の製作が一時停止した。同年2月にユニバーサルは『キング・コング』の製作凍結を発表した。この時点でWETAデジタルとWETAワークショップは、6か月間かけてデザインのプリプロダクションを進めている状態だった。製作凍結後、ジャクソンは『ロード・オブ・ザ・リングシリーズ』の製作に取り掛かった。

#### 企画の再始動

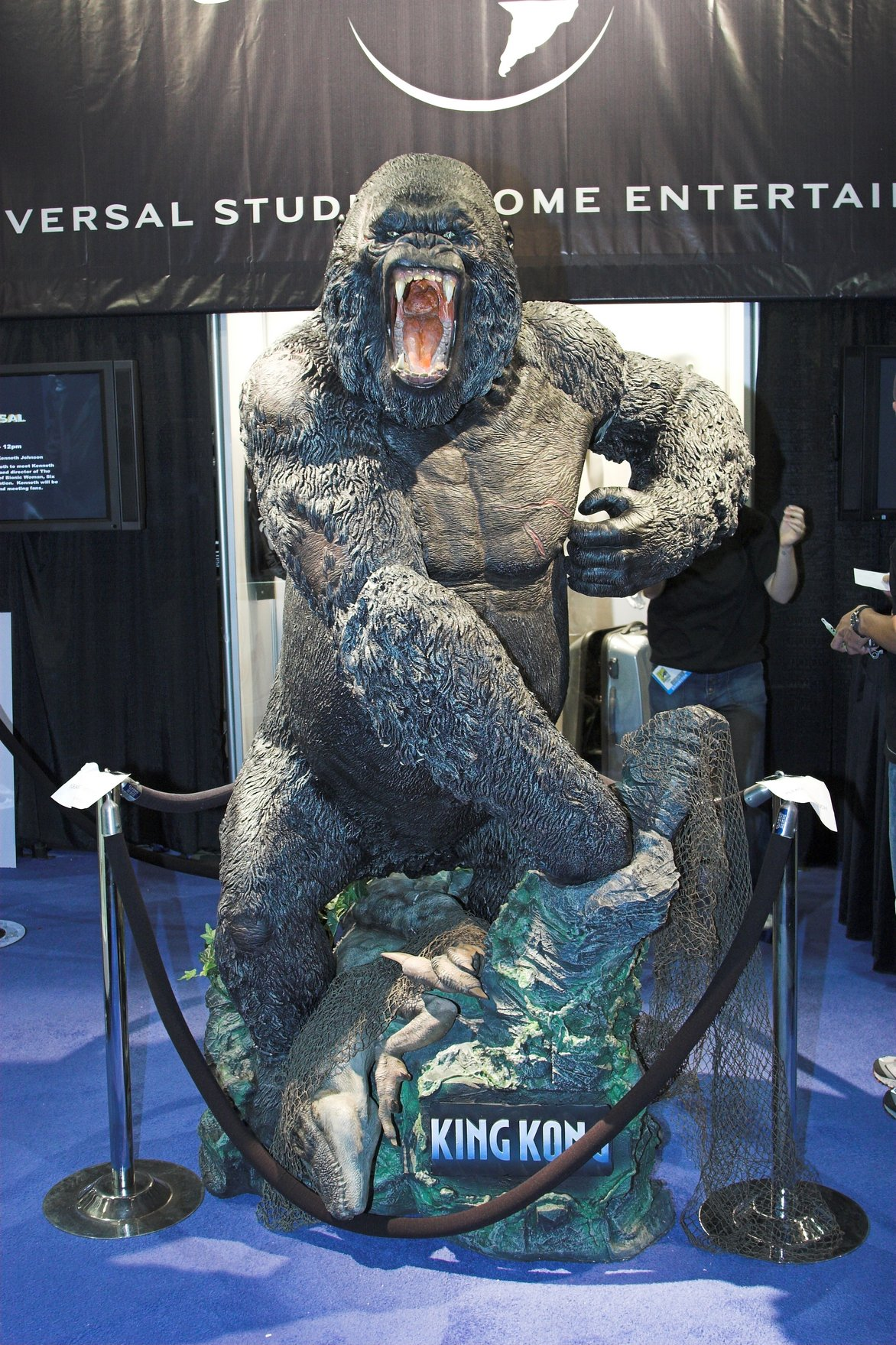
キングコング

2001年に『ロード・オブ・ザ・リング』、2002年に『ロード・オブ・ザ・リング/二つの塔』が興行面・批評面で大きな成功を収めたことを受け、2003年初頭にユニバーサルは『ロード・オブ・ザ・リング/王の帰還』のポストプロダクションを進めていたジャクソンに対し、『キング・コング』の製作再開を持ち掛けた。同年3月にジャクソンとウォルシュは新たに『ロード・オブ・ザ・リングシリーズ』に参加していたフィリッパ・ボウエンを迎えて1996年版脚本の修正作業を始め、ユニバーサルは『キング・コング』の2005年12月公開を決定した。ジャクソンはニュー・ライン・シネマにユニバーサルとの共同出資を持ち掛けたが、拒否されている。当初の製作費は1億5000万ドルを予定していたが、後に1億7500万ドルに増額された。ジャクソンはユニバーサルとの契約により監督・製作・共同脚本家として2000万ドルの給与と興行収入の20%の報酬を受け取ることになり、この報酬はウォルシュ（製作兼務）とボウエンに分配された。ただし、製作費が1億7500万ドルを超えた場合、差額分はジャクソンが負担することになった。
『ロード・オブ・ザ・リング/王の帰還』完成後、WETAデジタルとWETAワークショップはリチャード・テイラー、クリスチャン・リヴァース、ジョー・レッテリの主導で『キング・コング』のプリプロダクションを開始した。この他、主要スタッフには『ロード・オブ・ザ・リングシリーズ』に参加していたアンドリュー・レスニー（撮影監督）、グラント・メイジャー（プロダクション・デザイナー）、サイモン・ブライト（美術監督）、ダン・ヘナ（美術監督）、アラン・リー（コンセプト・デザイナー）、ジェイミー・セルカーク（編集技師）が起用されている。ジャクソン、ウォルシュ、ボウエンは2003年10月下旬に新たな脚本の執筆を始めた。ジャクソンは1996年版脚本に強い不満を抱いており、ボウエンは「あれは実際のところ、フランとピーターが大急ぎで紙に書き留めたものです」「あれは物語が持つ複数の可能性の一つでした」と説明している。ジャクソンたちは1996年版ではなく、1933年のオリジナル版をベースに物語を構築することに決め、ジェームズ・アシュモア・クリールマンのオリジナル脚本で削除された部分や省略された部分を補完する方向で脚本執筆が進められた。1933年版のコングが追いかけてきた人間たちを丸太から谷底に振り落とすシーンでは、当初メリアン・C・クーパーとアーネスト・B・シュードサックは崖の中から巨大なクモが現れて人間たちを食い殺すシーンを描くつもりでいたが、完成版ではカットされていた。このシーンは『フェイマス・モンスターズ・オブ・フィルムランド』に掲載されたスチール写真でしか知られていなかったが、ジャクソンはこのシーンを取り入れて詳細に描写している。また、デロス・W・ラヴレスが1931年に執筆した小説版『キング・コング』からもインスピレーションを得ており、小説版に登場した料理人ランピーを映画にも登場させている。さらに、アンとコングの関係に説得力を持たせるため、数時間かけてゴリラの映像を研究している。ヴォードヴィルの演者ジューン・ハヴォックが執筆した回顧録『Early Havoc』の使用契約を結び、ウォルシュとボウエンがアンのキャラクター設計のために役立てた。カール・デナムはオーソン・ウェルズをイメージしてキャラクター設計されている。2004年2月に新しい脚本が完成した。

### キャスティング
主要キャストのナオミ・ワッツ、ジャック・ブラック、エイドリアン・ブロディは指名起用され、他の候補者は検討されなかった。ナオミ・ワッツは役作りのために1933年版でアン役を演じたフェイ・レイと面会している。また、ジャクソンはフェイ・レイに「ラストシーンにカメオ出演して欲しい」と懇願しており、初めて面会した際には「絶対に嫌です」と断られたものの、交流を重ねるうちに「出演できないことはないですよ」と前向きな姿勢を見せるようになったが、彼女がプリプロダクション中に死去したため実現しなかった。フェイ・レイが発するはずだった「It was beauty killed the beast（美女が野獣を殺した）」の台詞は、オリジナル版と同様にカール・デナム（ブラック）が発することになった。ブラックは『ハイ・フィデリティ』での演技をジャクソンに認められてデナム役に起用され、役作りのためにP・T・バーナムとオーソン・ウェルズを研究した。髑髏島の先住民役はアジア人、アフリカ人、マオリ人、ポリネシア人がエキストラとして参加しており、肌の色を統一するためにブラックフェイスを施している。
カメオ出演としてメイクアップアーティストのリック・ベイカー（1976年版『キングコング』のコング役）が飛行機パイロット役、『ロード・オブ・ザ・リングシリーズ』の共同プロデューサーのリック・ポラスと『ショーシャンクの空に』の監督フランク・ダラボンがジャクソンと共に飛行機の射撃手役、ボブ・バーンズ3世と彼の妻がニューヨークの群衆役を演じている。

### 撮影

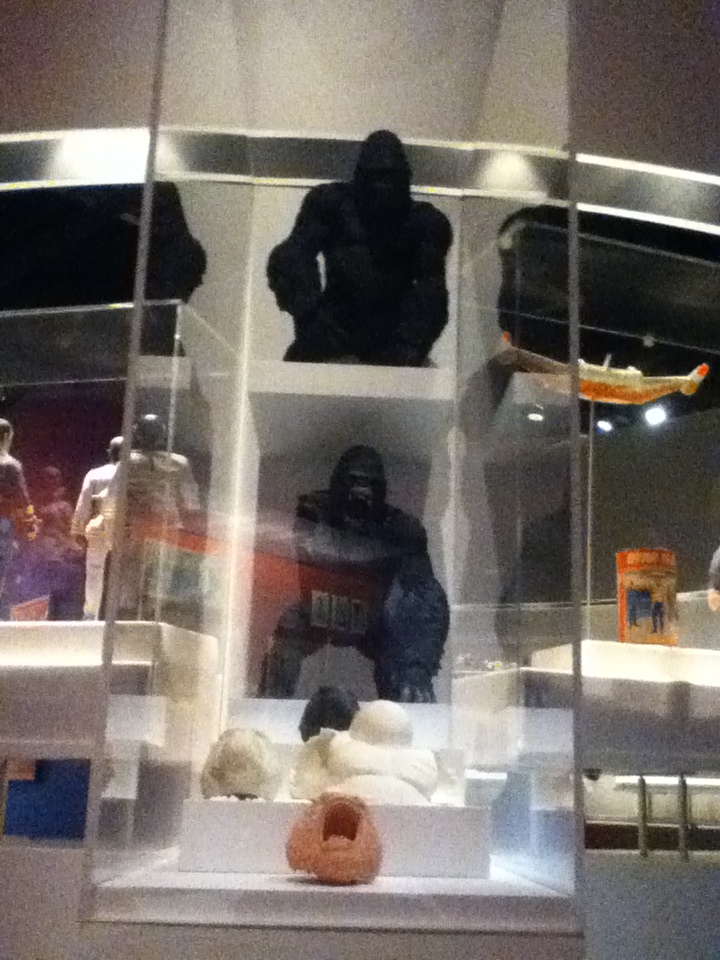
撮影に使用されたキングコングの模型

2004年9月6日からニュージーランドのミラマーにあるキャンパーダウン・スタジオで主要撮影が始まった。キャンパーダウン・スタジオでは髑髏島の先住民集落や巨大な壁のセットが作られ、ロワー・ハットにはニューヨークの街並みのセットが作られた。ベンチャー号のシーンの大半はキャンパーダウン・スタジオの駐車場に作られた実物大のセットで撮影され、背景の海はポストプロダクションでデジタル合成している。コングがブロードウェイ劇場から逃亡するシーンはウェリントンのオペラ・ハウスとオークランドのオークランド・シビック・シアターで撮影されている。ストーン・ストリート・スタジオでも撮影が行われ、同スタジオでは撮影セットの一つに合わせてサウンド・ステージを新設している。撮影を進める中で視覚効果を追加する必要があったため、製作費は当初予定の1億7500万ドルから2億700万ドルに増額され、さらにジャクソンは映画の上映時間を30分追加した。事前の契約に基づき差額分の3200万ドルはジャクソンが負担することになり、2005年3月に撮影は終了した。
劇中にはオリジナル版の原案に影響を与えたジョゼフ・コンラッドの『闇の奥』が登場しており、ベンチャー号の船倉シーンではジャクソンが監督を務めた『ブレインデッド』に登場するスマトラン・ラット・モンキー（同作で髑髏島の生物と設定されている）の名前が書かれた木箱が置かれている。ブロードウェイ劇場のシーンで描写される先住民の衣装や舞踊、メイク、そして女優を縛る柱はオリジナル版でアンをコングの生贄にするシーンをそのまま再現しており、このシーンで演奏される曲としてオリジナル版でマックス・スタイナーが作曲したスコアを使用している。また、コングがタイムズスクエアを逃げ回るシーンでは、ユニバーサルの広告看板が掲げられている。ジャクソンによると、1933年当時の現地写真でコロンビア・ピクチャーズの宣伝看板が掲げられていることが確認できたためコロンビアに宣伝看板の使用許可を求めたところ、高額な使用料を求められたため使用を断念し、ユニバーサルの宣伝看板に差し替えたという。
製作費2億700万ドルのうち3400万ドルはニュージーランド政府からの助成金で賄っており、『キング・コング』は当時最も高額な製作費が投じられた映画として歴代記録を更新した。上映時間は135分を想定していたが200分に迫る時間になってしまい、ユニバーサル幹部がニュージーランドに確認のため訪れることになった。ジャクソンが187分の完成版の試写会を行ったところ幹部たちは出来栄えに満足し、上映時間の長さについては問題視されなかったという。ジャクソンは将来的に『キング・コング』をリマスターしたいと語っており、撮影には3Dカメラも使用されていた。

### 視覚効果

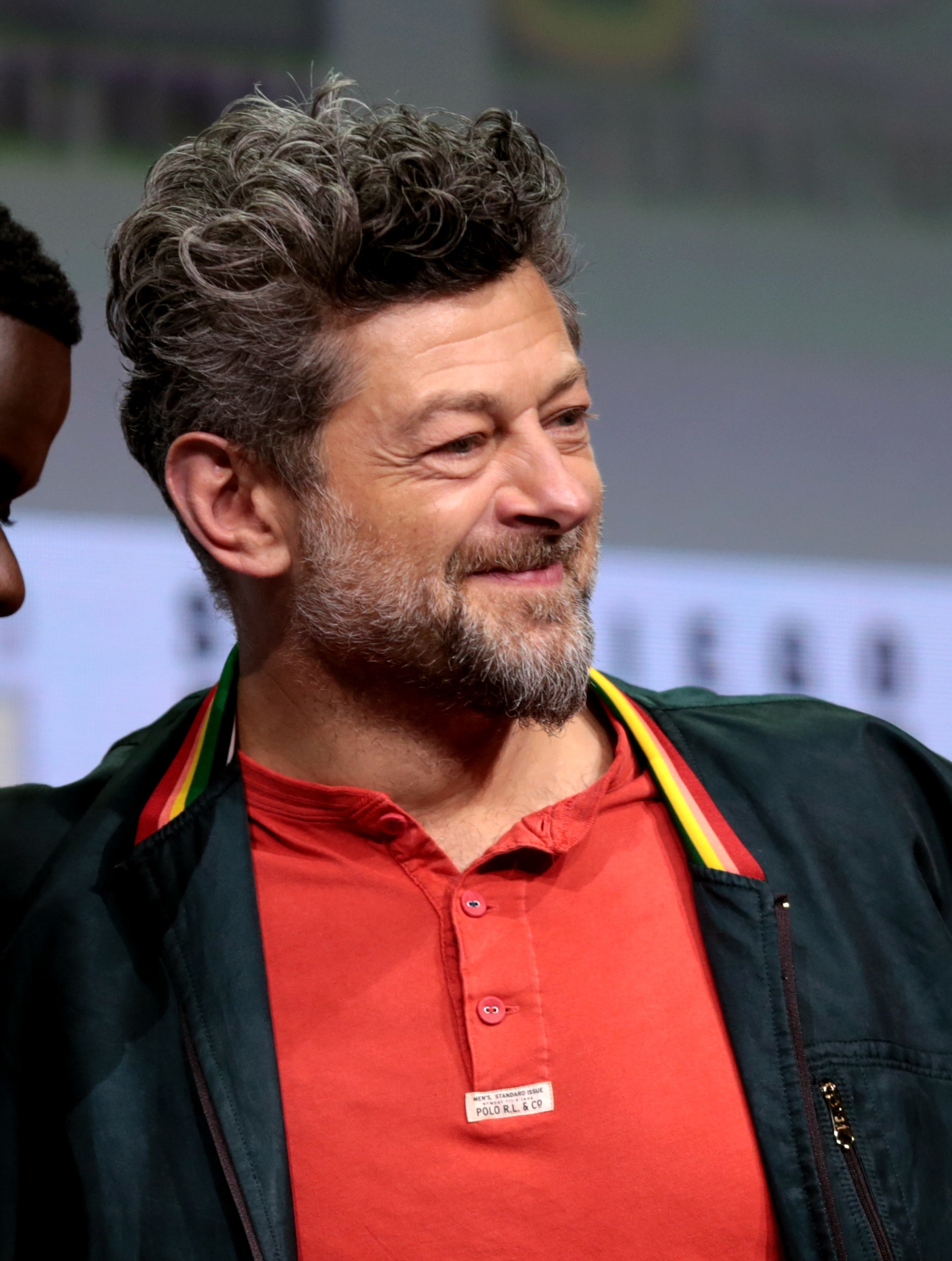
アンディ・サーキス

ジャクソンは『キング・コング』をモーションキャプチャの技術革新促進の機会と捉え、コングの描写をWETAデジタルのクリスチャン・リヴァースに任せた。ジャクソンは「コングを人間のように動かしたくない」と考えており、視覚効果チームはゴリラの映像を数時間かけて研究した。2003年4月に『ロード・オブ・ザ・リングシリーズ』でゴラム役を演じたアンディ・サーキスがコング役に起用され、彼は役作りのためにロンドン動物園でゴリラの生態を研究した。その後にサーキスはルワンダに向かい、同地の野生のゴリラの生態も研究している。リヴァースによると、サーキスによるフェイシャルモーションキャプチャの演技は人間とゴリラの顔つきが類似していたため実現できたという。また、アニメーションの初期段階では、シルバーバックゴリラの画像をコングの画像に重ね合わせて作業を進めていた。サーキスの声は「コンガライザー」と呼ばれる装置で加工され、コングの声として使用されている。彼は演技の前に135個のマーカーを顔面に付ける必要があったため、モーションキャプチャ・メイクを完了するのに毎日2時間の時間がかかった。彼は主要撮影終了後もデジタル・アニメーターのために2か月間モーションキャプチャ演技を行った。
ジャクソンによると、映画で使用された視覚効果は2300ショットあるという。髑髏島の風景はミニチュア撮影で行い、生物は全てCGで作られており、生物のデザインはドゥーガル・ディクソンの作品からインスピレーションを得ている。これは「髑髏島を地球上のどこにも存在しない場所、オリジナル版と同様の神秘性と様式美を兼ね備えた場所にしたい」というジャクソンの考えに基づいたものであり、彼は「リアリティを求めるなら、ニュージーランドの熱帯雨林でジャングルのシーンを撮影していた」と語っている。

### 音楽
映画音楽の作曲は『ロード・オブ・ザ・リングシリーズ』に参加したハワード・ショアが手掛けていたが、公開7週間前に「創造面での意見の相違」を理由にジェームズ・ニュートン・ハワードに変更されている。ショアはブロードウェイ劇場の楽団指揮者役としてカメオ出演しているが、このシーンは降板後もカットされずに使用された。彼は9日間（ベルリンで3日間、ウェリントンでニュージーランド交響楽団と共に3日間）かけて映画音楽のレコーディングを行っていたが、ポストプロダクションの遅延により満足な作曲時間を確保することができなかったという。
ハワードはショアの降板から2週間後の10月29日からレコーディングを開始し、6人の編曲家と3人の指揮者を起用して1日当たり15分から20分間程度のレコーディングを行った。レコーディングはロサンゼルスで40人の合唱団を動員して行われたが、11月中はロサンゼルスの主要スタジオが予約で埋まっていたため、レコーディングは週末に予約の取り消しがあったスタジオで行われた。レコーディング中のやり取りは電話やテレビ会議を通して行われたため、ハワードとジャクソンは完成まで一度も会うことがなかった。

## マーケティング
2005年6月27日に本格的なマーケティングが開始され、日本時間の20時45分にフォルクスワーゲンの公式サイト、続いて20時55分にNBCユニバーサル傘下のメディア（NBC、CTVドラマ・チャンネル、CNBC、MSNBC）で予告編が公開された。同月29日からは『宇宙戦争』公開に合わせて劇場でも予告編が公開された。
ジャクソンは製作過程を記録した「プロダクション・ダイアリーズ」を定期的に発表していた。これは『ロード・オブ・ザ・リング/王の帰還』のDVD発売後に、ジャクソンが『ロード・オブ・ザ・リングシリーズ』のファン次回作のプロモーションを行うために始めたもので、1回3分から4分程度の収録時間となっている。収録内容は撮影現場やスタッフの紹介、アンディ・サーキスのモーションキャプチャ演技などのメイキング映像で構成されている。

## 評価

### 興行収入

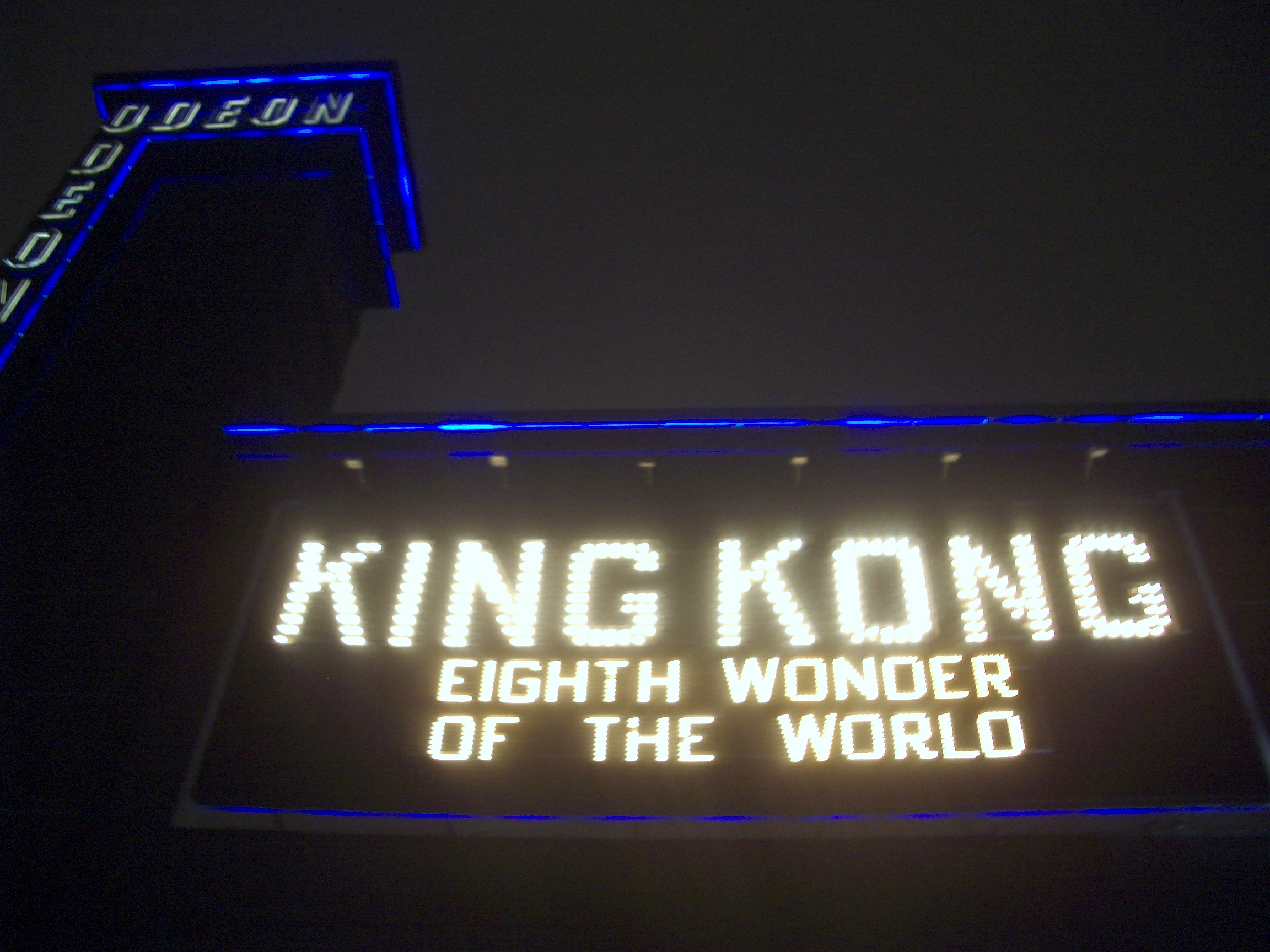
プレミア上映時に掲示されたオデオン・レスター・スクエアの看板

北米市場では3568劇場の7500スクリーンで上映され、水曜日のオープニング興行収入は975万5745ドル、週末興行収入5013万145ドル、公開5日間の累計興行収入は6618万1645ドルを記録した。この記録について、複数のアナリストは「スタジオ幹部はより大きな数字を想定しており、この結果は期待外れなものだった」と指摘している。
北米市場での最終興行収入は2億1808万25ドルを記録し、2005年の北米興行売成績第5位にランクインした。海外市場の最終興行収入は3億4428万3424ドル、合計興行収入5億6236万3449ドルを記録し、2005年の世界興行成績第5位にランクインした。
ホームビデオ発売時には発売6日間で1億ドルの収益を上げ、ユニバーサル史上最大の売り上げを記録した。DVDの販売数は760万枚を超え、北米市場だけで1億9400万ドルの収益を上げている。2006年6月25日時点でDVDレンタルの収益は3800万ドルを記録しており、同年2月にはターナー・ネットワーク・テレビジョン、TBS、アメリカン・ブロードキャスティング・カンパニーが『キング・コング』のテレビ放送権を2650万ドルで購入した。

### 批評
『キング・コング』は批評家から好意的な評価を得ている。Rotten Tomatoesには267件の批評が寄せられ支持率84%、平均評価7.68/10となっており、「ピーター・ジャクソンのリメイク版『キング・コング』は最先端の特殊効果、素晴らしい演技、そして壮大なスペクタクルを備えており、1933年のオリジナル版の精神に忠実な力強い大作になっている」と批評している。Metacriticでは39件の批評に基づき81/100の評価となっており、CinemaScoreでは「A-」評価となっている。
複数の批評家の「トップ10」リストにランクインしており、ロジャー・イーバートは4/4の星を与え、『キング・コング』を2005年のベスト映画第8位に選んでいる。エンターテインメント・ウィークリーはコングを「2005年の映画で最も説得力のあるCGキャラクター」と評価している。エンパイアは2008年に発表した「偉大な映画500」で『キング・コング』を第450位に選んでいる。ガーディアンのピーター・ブラッドショーは「『ロード・オブ・ザ・リングシリーズ』で見せた偉業に匹敵し、さらにそれを超えた」と批評しているが、同誌のチャーリー・ブルッカーは「必要以上に大げさで芝居じみている」と酷評している。また、ジャクソンが意図的に残したとは思えないものの、オリジナル版の人種差別的なステレオタイプの描写が残っているという批判も存在する。

### 受賞・ノミネート
| 映画賞                      | 部門                                     | 対象                                                                                           | 結果       | 出典          |
| --------------------------- | ---------------------------------------- | ---------------------------------------------------------------------------------------------- | ---------- | ------------- |
| 第78回アカデミー賞          | 美術賞                                   | グラント・メイジャー、ダン・ヘナ、サイモン・ブライト                                           | ノミネート | [ 58 ] [ 59 ] |
| 第78回アカデミー賞          | 音響編集賞                               | マイク・ホプキンス、イーサン・ヴァン・ダー・リン                                               | 受賞       | [ 58 ] [ 59 ] |
| 第78回アカデミー賞          | 録音賞                                   | クリストファー・ボイズ、マイケル・セマニック、マイケル・ヘッジス、ハモンド・ピーク             | 受賞       | [ 58 ] [ 59 ] |
| 第78回アカデミー賞          | 視覚効果賞                               | ジョー・レッテリ、ブライアン・ヴァント・ハル、クリスチャン・リヴァース、リチャード・テイラー   | 受賞       | [ 58 ] [ 59 ] |
| 第59回英国アカデミー賞      | 視覚効果賞                               | ジョー・レッテリ、ブライアン・ヴァント・ハル、クリスチャン・リヴァース、リチャード・テイラー   | 受賞       | [ 60 ]        |
| 第59回英国アカデミー賞      | プロダクションデザイン賞                 | グラント・メイジャー                                                                           | ノミネート | [ 60 ]        |
| 第59回英国アカデミー賞      | 音響賞                                   | ハモンド・ピーク、クリストファー・ボイズ、マイク・ホプキンス、イーサン・ヴァン・ダー・リン     | ノミネート | [ 60 ]        |
| 第63回ゴールデングローブ賞  | 監督賞                                   | ピーター・ジャクソン                                                                           | ノミネート | [ 61 ]        |
| 第63回ゴールデングローブ賞  | 作曲賞                                   | ジェームズ・ニュートン・ハワード                                                               | ノミネート | [ 61 ]        |
| 第32回サターン賞            | ファンタジー映画賞                       | 『キング・コング』                                                                             | ノミネート |               |
| 第32回サターン賞            | 監督賞                                   | ピーター・ジャクソン                                                                           | 受賞       |               |
| 第32回サターン賞            | 脚本賞                                   | フィリッパ・ボウエン、フラン・ウォルシュ、ピーター・ジャクソン                                 | ノミネート |               |
| 第32回サターン賞            | 主演女優賞                               | ナオミ・ワッツ                                                                                 | 受賞       |               |
| 第32回サターン賞            | 衣装デザイン賞                           | テリー・ライアン                                                                               | ノミネート |               |
| 第32回サターン賞            | メイクアップ賞                           | リチャード・テイラー、ジノ・アセヴェド、ドミニク・ティル、ピーター・キング                     | ノミネート |               |
| 第32回サターン賞            | 特殊効果賞                               | ジョー・レッテリ、ブライアン・ヴァント・ハル、クリスチャン・リヴァース、リチャード・テイラー   | 受賞       |               |
| 第4回視覚効果協会賞         | 長編映画部門視覚効果賞                   | ジョー・レッテリ、アイリーン・モラン、クリスチャン・リヴァース、エリック・セインドン           | 受賞       | [ 62 ]        |
| 第4回視覚効果協会賞         | 長編映画部門アニメーションキャラクター賞 | アンディ・サーキス、クリスチャン・リヴァース、佐藤篤司、ガイ・ウィリアムズ                     | 受賞       | [ 62 ]        |
| 第4回視覚効果協会賞         | 長編映画部門環境製作賞                   | ダン・レモン、R・クリストファー・ホワイト、マット・エイトケン、チャールズ・テイト              | 受賞       | [ 62 ]        |
| 第4回視覚効果協会賞         | 長編映画部門合成賞                       | エリック・ウィンクイスト、マイケル・パングラジオ、スティーヴ・クローニン、スザンヌ・ジャンドゥ | ノミネート | [ 62 ]        |
| 第5回AARP大人のための映画賞 | 大人になりきれない人のための作品賞       | 『キング・コング』                                                                             | 受賞       | [ 63 ]        |

## ソフト化
2006年3月28日にアメリカ合衆国とカナダでDVD（1枚組のフルスクリーン、1枚組のワイドスクリーン、2枚組のワイドスクリーン・スペシャル・エディション）が発売された。また、3枚組のデラックス・エクステンデッド・エディションが11月14日にアメリカ、11月3日にオーストラリアで発売された。ディスク1・2にはジャクソンとボウエンの解説が収録され、その他の特典映像はディスク3に収録されている。エクステンデッド版の収録時間は200分となっている。
また、HD DVD特別版がXbox 360用のHD DVDドライブ発売に合わせたプロモーションとして発売され、後にHD DVD通常版も発売されている。200年1月20日に劇場公開版とエクステンデッド・エディションを同時収録したBlu-ray Discが発売された。2017年2月7日にはアルティメット・エディション版Blu-ray Discが発売され、特典として2枚組の特別版DVD、3枚組のエクステンデッド・エディション版DVD、2枚組の「ピーター・ジャクソンのプロダクション・ダイアリー」を収録したボーナスディスクが収録された。同年7月にはUltra HD Blu-rayも発売されている。

## 小説
本作のノベライズと前日譚『King Kong: The Island of the Skull』が発売された他、日本でも田中芳樹による本作のノベライズが行われ、映画公開前の2005年12月17日に集英社より発売されている。なお、小説では細部の設定が映画のものから変更されており、ストーリー上の最大の違いは「終盤のニューヨークでの話が全てカットされている」ことで、コング捕獲後にアンのモノローグでコングが死んだことを簡潔に語っている締めになっている。また、時代設定が『キング・コング』第一作が公開された1933年だと明言されている。

## ゲームソフト
- PETER JACKSON'S キング・コング オフィシャル ゲーム オブ ザ ムービー (ユービーアイソフト発売) 
  - PlayStation 2ソフト版は2005年12月15日発売
  - Xbox 360ソフト版は2005年12月22日発売
  - ニンテンドーDSソフト版は2006年5月25日発売
  - このゲームは、海外の他のプラットフォーム向けに発売されました。

## テーマパーク
ユニバーサル・オーランド・リゾートのアイランズ・オブ・アドベンチャーには『キング・コング』を題材にしたテーマパーク「スカル・アイランド」がある。また、ユニバーサル・スタジオ・ハリウッドにも『キング・コング』を題材にしたアトラクションが存在したが、2008年に起きた火災で焼失している。2010年には同地で新たなアトラクション「キング・コング 360 3-D」がオープンした。

## 続編構想
2021年3月、アダム・ウィンガードは『キング・コング』の続編企画に参加していたことを明かした。彼によると続編のタイトルは『Skull Island』で、脚本はサイモン・バレットが手掛け、ウィンガードは監督を務めることになっていた。ジャクソンは『サプライズ』でのウィンガードの手腕を高く評価し、彼を監督に指名したという。しかし、2013年に『キング・コング』の映像化の権利がユニバーサルからワーナー・ブラザースに移行していたため、続編製作は不可能となってしまう。ジャクソンは第一次世界大戦期を舞台にした前日譚を構想していたが、ユニバーサルからは好意的な反応を得られず、ウィンガードとバレットも「第一次世界大戦期ではなく、現代を舞台にしたい」という意見で一致していた。ウィンガードが構想した企画では「現代の博物館にコングの骨が保管されており、神話の存在となった髑髏島に登場人物たちが向かうが、島は謎のテクノロジーによって覆い隠されている」という設定になっていた。
映像化の権利がワーナー・ブラザースに移行してから12年後の2017年に『キングコング:髑髏島の巨神』が公開されるが、これはジャクソン版『キング・コング』とは連続していない別の作品となった。また、続編企画に参加していたウィンガードも、同じくプロデューサーとして参加していたメアリー・ペアレントと面識を得たことがきっかけで『ゴジラvsコング』の監督に起用されている。